# 1704
Il 1704 (MDCCIV in numeri romani) è un anno bisestile del XVIII secolo.

## Eventi
- Costruzione del Monumento degli Studenti ad Aiud, Romania.
- Il Sultanato del Brunei cede i suoi territori nord-orientali al Sultanato di Sulu.
- Le tre contee meridionali della Provincia di Pennsylvania diventano la colonia del Delaware.
- Scoperto a Lione l'altare taruobolico (160 a.C.).
- 29 febbraio – I Nativi Americani saccheggiano Deerfield (Massachusetts).
- 13 agosto – Battaglia di Blenheim: Nell'ambito della Guerra di successione spagnola, gli eserciti della Grande Alleanza sconfiggono un esercito congiunto di Francesi e Bavaresi.
- 4 ottobre – Carlo XII di Svezia pone sul trono di Polonia Stanislao I Leszczynski riconosciuto poi da Augusto II di Polonia come legittimo sovrano con il trattato di Altranstädt dell'anno seguente.
- Viene pubblicata L'ottica di Isaac Newton.

## Nati

### Gennaio
- 1º gennaio - Thomas Newton, scrittore e biblista inglese († 1782)
- 6 gennaio - Maria Lanceata Morelli, monaca cristiana italiana († 1762)
- 14 gennaio - Giovanni Domenico Barbieri, architetto svizzero († 1764)
- 15 gennaio - Mauro Soderini, pittore italiano
- 28 gennaio - Luigi di Lorena, principe († 1711)
- 29 gennaio - Francesco Appiani, pittore italiano († 1792)

### Febbraio
- 5 febbraio - Anna Cristina di Sulzbach, principessa francese († 1723)
- 9 febbraio - Pierre-François-Xavier de Reboul de Lambert, vescovo cattolico francese († 1791)
- 12 febbraio - Charles Pinot Duclos, scrittore e storico francese († 1772)
- 14 febbraio - Ivan Ivanovič Beckoj, educatore russo († 1795)
- 15 febbraio - Jean-Baptiste Lemoyne, scultore e pittore francese († 1778)
- 17 febbraio - Giovanni Augusto di Sassonia-Gotha-Altenburg, militare tedesco († 1767)
- 28 febbraio - Louis Godin, astronomo francese († 1760)
- 28 febbraio - Hans Hermann von Katte, militare prussiano († 1730)

### Marzo
- 7 marzo - Alfonso Sozy Carafa, vescovo cattolico italiano († 1783)
- 10 marzo - Giovanni Cristiano II di Eggenberg, nobile boemo († 1717)
- 19 marzo - Francesco Gaetano Incontri, arcivescovo cattolico italiano († 1781)
- 21 marzo - Alessandro Ferdinando di Thurn und Taxis, principe († 1773)

### Aprile
- 1º aprile - Amalie von Wallmoden, nobildonna tedesca († 1765)
- 16 aprile - Girolamo Palermo, arcivescovo cattolico italiano († 1777)
- 17 aprile - Andrija Kačić Miošić, poeta, scrittore e presbitero croato († 1760)

### Maggio
- 3 maggio - Francesco Antonio Gonzaga, nobile italiano († 1750)
- 7 maggio - Carl Heinrich Graun, compositore e tenore tedesco († 1759)
- 11 maggio - Francesco Testa, arcivescovo cattolico, teologo e giurista italiano († 1773)
- 19 maggio - Federico Sanvitale, matematico e gesuita italiano († 1761)
- 25 maggio - Jan Geernaert, scultore fiammingo († 1777)

### Giugno
- 11 giugno - Carlos Seixas, compositore e organista portoghese († 1742)
- 17 giugno - John Kay, inventore inglese († 1780)
- 21 giugno - Tommaso Perelli, astronomo italiano († 1783)
- 22 giugno - John Taylor, letterato e filologo classico inglese († 1766)
- 24 giugno - Jean-Baptiste Boyer d'Argens, scrittore e filosofo francese († 1771)

### Luglio
- 6 luglio - Thomas Lyon, VIII conte di Strathmore e Kinghorne, nobile britannico († 1753)
- 7 luglio - Ignazio Roero Sanseverino, vescovo cattolico italiano († 1756)
- 27 luglio - Johann Joseph von Trautson, cardinale austriaco († 1757)
- 31 luglio - Gabriel Cramer, matematico svizzero († 1752)

### Agosto
- 1º agosto - Niccolò Piccinni, giurista e poeta italiano († 1768)
- 9 agosto - Lorenzo Bernardino Pinto, architetto italiano († 1788)
- 11 agosto - James Miller, sceneggiatore, poeta e librettista inglese († 1744)
- 11 agosto - Louise de Rohan, nobile francese († 1780)
- 12 agosto - Carolina di Nassau-Saarbrücken, contessa tedesca († 1774)
- 13 agosto - Lorenzo Fago, compositore e organista italiano († 1793)
- 13 agosto - Alexis Fontaine des Bertins, matematico francese († 1771)
- 14 agosto - Cristina Antonia Somis, cantante italiana († 1785)
- 19 agosto - Bernardo Antonio Vittone, architetto italiano († 1770)
- 26 agosto - Anton Ludovico Antinori, arcivescovo cattolico, storico e epigrafista italiano († 1778)
- 26 agosto - Pierre Lenfant, pittore e disegnatore francese († 1787)

### Settembre
- 3 settembre - Giovanni Battista Costanzi, compositore e violoncellista italiano († 1778)
- 3 settembre - Joseph de Jussieu, botanico francese († 1779)
- 5 settembre - Maurice Quentin de La Tour, pittore francese († 1788)
- 7 settembre - Donato Del Piano, organaro e presbitero italiano († 1785)
- 7 settembre - John Hope, II conte di Hopetoun, nobile scozzese († 1781)
- 12 settembre - Stephen Fox-Strangways, I conte di Ilchester, nobile e politico inglese († 1776)
- 16 settembre - Louis de Jaucourt, medico e enciclopedista francese († 1779)
- 22 settembre - Fatma Sultan, principessa ottomana († 1733)
- 24 settembre - Carlo Augusto Federico di Waldeck e Pyrmont, principe tedesco († 1763)
- 28 settembre - Maria Caterina Negri, contralto italiano
- 29 settembre - Johann Friedrich Cartheuser, medico e naturalista tedesco († 1777)

### Ottobre
- 2 ottobre - František Ignác Antonín Tůma, compositore ceco († 1774)
- 14 ottobre - Giuseppe Maria Vaccari, organista e compositore italiano († 1766)
- 29 ottobre - John Byng, ammiraglio inglese († 1757)

### Novembre
- 8 novembre - Pietro Paolo Operti, pittore italiano († 1793)
- 10 novembre - Augusta di Baden-Baden, principessa tedesca († 1726)
- 10 novembre - Carlo Zuccari, compositore e violinista italiano († 1792)
- 16 novembre - Jacopo Belgrado, matematico, fisico e astronomo italiano († 1789)
- 19 novembre - Richard Pococke, vescovo anglicano, viaggiatore e antropologo inglese († 1765)
- 24 novembre - Carlotta Guglielmina di Anhalt-Bernburg-Schaumburg-Hoym, nobile († 1766)

### Dicembre
- 3 dicembre - Joseph François Parrocel, pittore e incisore francese († 1781)
- 3 dicembre - Antonio Vendettini, storico italiano († 1781)
- 8 dicembre - Anton de Haen, medico olandese († 1776)

### Senza giorno specificato
- Stanisław Lubomirski, nobile e politico polacco († 1793)
- Tahmasp II, sovrano persiano († 1740)
- William Ponsonby, II conte di Bessborough, filantropo britannico († 1793)
- Giuseppe Antignati, scultore italiano († 1778)
- Eugene Aram, filologo classico inglese († 1759)
- Giuseppe Bianchini, scrittore e storico italiano († 1764)
- Giulio Cesare Cordara, gesuita e storico italiano († 1785)
- Niccolò Franchini, pittore e restauratore italiano († 1783)
- David ben Naphtali Fränkel, rabbino e religioso tedesco († 1762)
- Thomas Godfrey, ottico e inventore statunitense († 1749)
- Johann Jacob Haid, incisore tedesco († 1767)
- Jane Hamilton, nobildonna scozzese († 1753)
- Charles Knowles, I baronetto, ammiraglio britannico († 1777)
- Serviliano Latuada, presbitero, scrittore e storico italiano († 1764)
- Guillaume Le Blond, matematico francese († 1781)
- Cristoforo Manna, compositore italiano
- Benjamin Martin, linguista e lessicografo britannico († 1782)
- Antonio Martinelli, compositore italiano († 1782)
- Giuseppe Francesco Morozzo della Rocca, nobile italiano († 1767)
- Józef Pułaski, giurista polacco († 1769)
- Francesco Queirolo, scultore italiano († 1762)
- John Wood il Vecchio, architetto britannico († 1754)
- Louis Georges Érasme de Contades, generale francese († 1795)
- Gutierre de Hevia y Valdés, ammiraglio spagnolo († 1772)
- Muhsinzade Mehmed Pascià, politico ottomano († 1774)
- Thomas Hope, banchiere olandese († 1779)
- Ludwig von Kahlen, militare danese († 1774)

## Morti

### Gennaio
- 4 gennaio - Giambattista Spinola, cardinale e arcivescovo cattolico italiano (n. 1615)
- 13 gennaio - Filippo Erasmo del Liechtenstein, principe e generale austriaco (n. 1664)
- 16 gennaio - Petracone V Caracciolo, conte italiano
- 26 gennaio - Rodolfo Augusto di Brunswick-Lüneburg, duca tedesco (n. 1627)

### Febbraio
- 2 febbraio - Guillaume François Antoine marchese de l'Hôpital, nobile e matematico francese (n. 1661)
- 3 febbraio - Antonio Molinari, pittore italiano (n. 1655)
- 4 febbraio - Elisabetta Giuliana di Schleswig-Holstein-Sonderburg-Norburg, nobile tedesca (n. 1634)
- 9 febbraio - Charles Boyle, II conte di Burlington, nobile e politico inglese (n. 1669)
- 11 febbraio - Gabriel de Henao, teologo, storico e gesuita spagnolo (n. 1611)
- 18 febbraio - Giovanni Filippo d'Arco, militare italiano (n. 1652)
- 21 febbraio - Giovanni Carlo del Palatinato-Birkenfeld-Gelnhausen, principe tedesco (n. 1638)
- 23 febbraio - Georg Muffat, organista e compositore tedesco (n. 1653)
- 23 febbraio - Enrico Noris, storico e cardinale italiano (n. 1631)
- 24 febbraio - Marc-Antoine Charpentier, compositore francese (n. 1643)
- 25 febbraio - Isabella Leonarda, compositrice e religiosa italiana (n. 1620)

### Marzo
- 1º marzo - Joseph Parrocel, pittore, disegnatore e incisore francese (n. 1646)
- 6 marzo - Giuseppe Cei, vescovo cattolico italiano
- 8 marzo - Giovanni Battista Costaguti, cardinale italiano (n. 1636)
- 13 marzo - Giovanni Anastasi, pittore italiano (n. 1653)
- 17 marzo - Menno van Coehoorn, militare e ingegnere olandese (n. 1641)
- 24 marzo - Ichikawa Danjūrō I, attore teatrale e scrittore giapponese (n. 1660)

### Aprile
- 5 aprile - Cristiano Ulrico I di Württemberg-Oels, generale prussiano (n. 1652)
- 8 aprile - Hiob Ludolf, orientalista tedesco (n. 1624)
- 8 aprile - Henry Sidney, I conte di Romney, nobile e politico inglese (n. 1641)
- 10 aprile - Wilhelm Egon von Fürstenberg, cardinale, vescovo cattolico e abate tedesco (n. 1629)
- 12 aprile - Jacques Bénigne Bossuet, scrittore e vescovo cattolico francese (n. 1627)
- 17 aprile - Ulrik Frederik Gyldenløve, nobile e generale danese (n. 1638)
- 20 aprile - Agnes Block, botanica, disegnatrice e illustratrice olandese (n. 1629)
- 25 aprile - Anna di Anhalt-Bernburg, nobile (n. 1640)

### Maggio
- 3 maggio - Stefano Douayhy, patriarca cattolico libanese (n. 1630)
- 3 maggio - Heinrich Ignaz Franz Biber, compositore e violinista austriaco (n. 1644)
- 6 maggio - Andrea Perrucci, drammaturgo, librettista e gesuita italiano (n. 1651)
- 12 maggio - Carlo Tommaso di Lorena, generale austriaco (n. 1670)
- 13 maggio - Louis Bourdaloue, gesuita e predicatore francese (n. 1632)
- 30 maggio - Emmanuele Lebrecht di Anhalt-Köthen, principe tedesco (n. 1671)

### Giugno
- 10 giugno - Marquard Rudolf von Rodt, vescovo cattolico tedesco (n. 1644)
- 15 giugno - Anna Eriksdotter,  svedese (n. 1624)
- 24 giugno - Anna Dorotea di Sassonia-Weimar, religiosa tedesca (n. 1657)
- 27 giugno - Elisabeth Helene von Vieregg, nobildonna danese (n. 1679)
- 30 giugno - John Quelch, pirata inglese (n. 1666)

### Luglio
- 2 luglio - Giovanni Adolfo di Schleswig-Holstein-Sonderburg-Plön, nobile danese (n. 1634)
- 3 luglio - Sof'ja Alekseevna Romanova, nobile russa (n. 1657)
- 8 luglio - Hermann Otto von Limburg-Stirum, generale tedesco (n. 1646)
- 11 luglio - Marcus Conrad Dietze, architetto e scultore tedesco (n. 1658)
- 24 luglio - Francesco De Lemene, librettista italiano (n. 1634)

### Agosto
- 5 agosto - Daniele Dolfin, cardinale e arcivescovo cattolico italiano (n. 1653)

### Settembre
- 6 settembre - Francesco Provenzale, compositore italiano (n. 1632)
- 6 settembre - Ferdinand de Relingue, ammiraglio svedese (n. 1636)
- 7 settembre - Benedetto Menzini, poeta italiano (n. 1646)
- 21 settembre - Maria Antonia Scalera Stellini, poetessa e drammaturga italiana (n. 1634)
- 24 settembre - Luigi I di Melun, generale francese (n. 1673)

### Ottobre
- 1º ottobre - Cornelis Dusart, pittore, disegnatore e incisore olandese (n. 1660)
- 2 ottobre - Carlo Barberini, cardinale italiano (n. 1630)
- 3 ottobre - Jean-Baptiste Denys, medico francese (n. 1643)
- 20 ottobre - Mary Villiers, duchessa di Buckingham, nobildonna inglese (n. 1638)
- 28 ottobre - John Locke, filosofo, pedagogista e medico inglese (n. 1632)
- 30 ottobre - Federica Amalia di Danimarca, principessa danese (n. 1649)

### Novembre
- 1º novembre - Giovanni Luigi I di Anhalt-Zerbst, principe (n. 1656)
- 16 novembre - Basilio Brollo, religioso, missionario e sinologo italiano (n. 1648)
- 17 novembre - Valentin Heins, matematico tedesco (n. 1637)
- 20 novembre - Charles Plumier, botanico francese (n. 1646)
- 28 novembre - Maddalena Claudia del Palatinato-Zweibrücken-Birkenfeld, nobile tedesca (n. 1668)

### Dicembre
- 4 dicembre - Marco Cremosano, storico italiano (n. 1611)
- 5 dicembre - Louis Hennepin, religioso belga (n. 1626)
- 22 dicembre - Selim I Giray (n. 1631)
- 28 dicembre - Pietro Bartolomeo Cittadella, pittore italiano (n. 1636)

### Senza giorno specificato
- Caspar Feuchtmayer, architetto tedesco (n. 1639)
- Paolo Silvio Boccone, botanico italiano (n. 1633)
- John Bowen, pirata bermudiano
- Sebastiano Cherici, compositore italiano (n. 1647)
- Domenico Cucci, ebanista e incisore italiano (n. 1635)
- Lorenzo Gafà, architetto maltese (n. 1638)
- Filippo Gherardi, pittore italiano (n. 1643)
- Hong Sheng, drammaturgo cinese (n. 1645)
- Giovanni Marracci, pittore e disegnatore italiano (n. 1637)
- Nicola Massaro, pittore italiano
- Johann Kaspar Mayr von Baldegg, ufficiale svizzero (n. 1652)
- Giacomo Filippo Spada, organista e presbitero italiano
- Henri de Tonti, esploratore italiano (n. 1646)
- Francesco Valguarnera Arrighetti, nobile, militare e politico italiano
- Diego de Vargas,  spagnolo (n. 1643)
- Laurens de Graaf, pirata e mercenario olandese

## Calendario
| Calendario 1704 | Calendario 1704 | Calendario 1704 | Calendario 1704 | Calendario 1704 | Calendario 1704 | Calendario 1704 | Calendario 1704 | Calendario 1704 | Calendario 1704 | Calendario 1704 | Calendario 1704 | Calendario 1704 | Calendario 1704 | Calendario 1704 | Calendario 1704 | Calendario 1704 | Calendario 1704 | Calendario 1704 | Calendario 1704 | Calendario 1704 | Calendario 1704 | Calendario 1704 | Calendario 1704 | Calendario 1704 | Calendario 1704 | Calendario 1704 | Calendario 1704 | Calendario 1704 | Calendario 1704 | Calendario 1704 | Calendario 1704 | Calendario 1704 |
| --------------- | --------------- | --------------- | --------------- | --------------- | --------------- | --------------- | --------------- | --------------- | --------------- | --------------- | --------------- | --------------- | --------------- | --------------- | --------------- | --------------- | --------------- | --------------- | --------------- | --------------- | --------------- | --------------- | --------------- | --------------- | --------------- | --------------- | --------------- | --------------- | --------------- | --------------- | --------------- | --------------- |
|                 | 1               | 2               | 3               | 4               | 5               | 6               | 7               | 8               | 9               | 10              | 11              | 12              | 13              | 14              | 15              | 16              | 17              | 18              | 19              | 20              | 21              | 22              | 23              | 24              | 25              | 26              | 27              | 28              | 29              | 30              | 31              |                 |
| Gennaio         | Ma              | Me              | Gi              | Ve              | Sa              | Do              | Lu              | Ma              | Me              | Gi              | Ve              | Sa              | Do              | Lu              | Ma              | Me              | Gi              | Ve              | Sa              | Do              | Lu              | Ma              | Me              | Gi              | Ve              | Sa              | Do              | Lu              | Ma              | Me              | Gi              |                 |
| Febbraio        | Ve              | Sa              | Do              | Lu              | Ma              | Me              | Gi              | Ve              | Sa              | Do              | Lu              | Ma              | Me              | Gi              | Ve              | Sa              | Do              | Lu              | Ma              | Me              | Gi              | Ve              | Sa              | Do              | Lu              | Ma              | Me              | Gi              | Ve              |                 |                 |                 |
| Marzo           | Sa              | Do              | Lu              | Ma              | Me              | Gi              | Ve              | Sa              | Do              | Lu              | Ma              | Me              | Gi              | Ve              | Sa              | Do              | Lu              | Ma              | Me              | Gi              | Ve              | Sa              | Do              | Lu              | Ma              | Me              | Gi              | Ve              | Sa              | Do              | Lu              |                 |
| Aprile          | Ma              | Me              | Gi              | Ve              | Sa              | Do              | Lu              | Ma              | Me              | Gi              | Ve              | Sa              | Do              | Lu              | Ma              | Me              | Gi              | Ve              | Sa              | Do              | Lu              | Ma              | Me              | Gi              | Ve              | Sa              | Do              | Lu              | Ma              | Me              |                 |                 |
| Maggio          | Gi              | Ve              | Sa              | Do              | Lu              | Ma              | Me              | Gi              | Ve              | Sa              | Do              | Lu              | Ma              | Me              | Gi              | Ve              | Sa              | Do              | Lu              | Ma              | Me              | Gi              | Ve              | Sa              | Do              | Lu              | Ma              | Me              | Gi              | Ve              | Sa              |                 |
| Giugno          | Do              | Lu              | Ma              | Me              | Gi              | Ve              | Sa              | Do              | Lu              | Ma              | Me              | Gi              | Ve              | Sa              | Do              | Lu              | Ma              | Me              | Gi              | Ve              | Sa              | Do              | Lu              | Ma              | Me              | Gi              | Ve              | Sa              | Do              | Lu              |                 |                 |
| Luglio          | Ma              | Me              | Gi              | Ve              | Sa              | Do              | Lu              | Ma              | Me              | Gi              | Ve              | Sa              | Do              | Lu              | Ma              | Me              | Gi              | Ve              | Sa              | Do              | Lu              | Ma              | Me              | Gi              | Ve              | Sa              | Do              | Lu              | Ma              | Me              | Gi              |                 |
| Agosto          | Ve              | Sa              | Do              | Lu              | Ma              | Me              | Gi              | Ve              | Sa              | Do              | Lu              | Ma              | Me              | Gi              | Ve              | Sa              | Do              | Lu              | Ma              | Me              | Gi              | Ve              | Sa              | Do              | Lu              | Ma              | Me              | Gi              | Ve              | Sa              | Do              |                 |
| Settembre       | Lu              | Ma              | Me              | Gi              | Ve              | Sa              | Do              | Lu              | Ma              | Me              | Gi              | Ve              | Sa              | Do              | Lu              | Ma              | Me              | Gi              | Ve              | Sa              | Do              | Lu              | Ma              | Me              | Gi              | Ve              | Sa              | Do              | Lu              | Ma              |                 |                 |
| Ottobre         | Me              | Gi              | Ve              | Sa              | Do              | Lu              | Ma              | Me              | Gi              | Ve              | Sa              | Do              | Lu              | Ma              | Me              | Gi              | Ve              | Sa              | Do              | Lu              | Ma              | Me              | Gi              | Ve              | Sa              | Do              | Lu              | Ma              | Me              | Gi              | Ve              |                 |
| Novembre        | Sa              | Do              | Lu              | Ma              | Me              | Gi              | Ve              | Sa              | Do              | Lu              | Ma              | Me              | Gi              | Ve              | Sa              | Do              | Lu              | Ma              | Me              | Gi              | Ve              | Sa              | Do              | Lu              | Ma              | Me              | Gi              | Ve              | Sa              | Do              |                 |                 |
| Dicembre        | Lu              | Ma              | Me              | Gi              | Ve              | Sa              | Do              | Lu              | Ma              | Me              | Gi              | Ve              | Sa              | Do              | Lu              | Ma              | Me              | Gi              | Ve              | Sa              | Do              | Lu              | Ma              | Me              | Gi              | Ve              | Sa              | Do              | Lu              | Ma              | Me              |                 |